# Chemin de fer de montagne Lauterbrunnen-Mürren
Pour les articles homonymes, voir BLM.

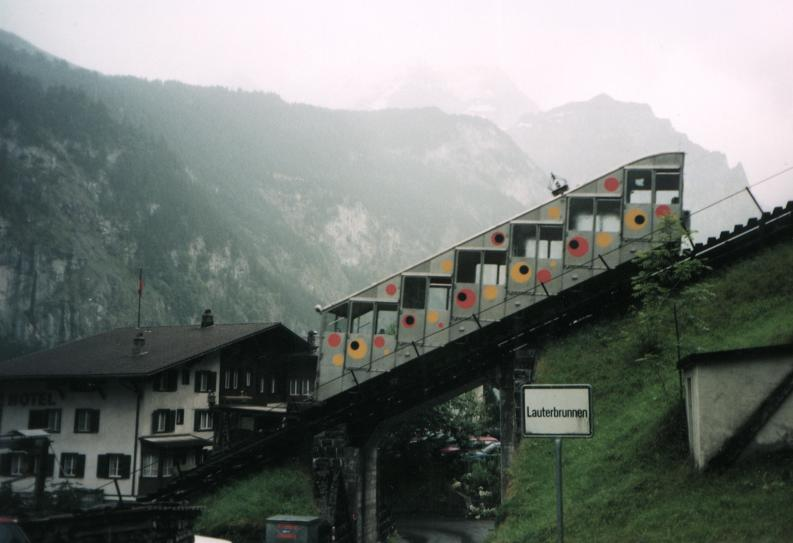
L'ancien funiculaire à Lauterbrunnen.

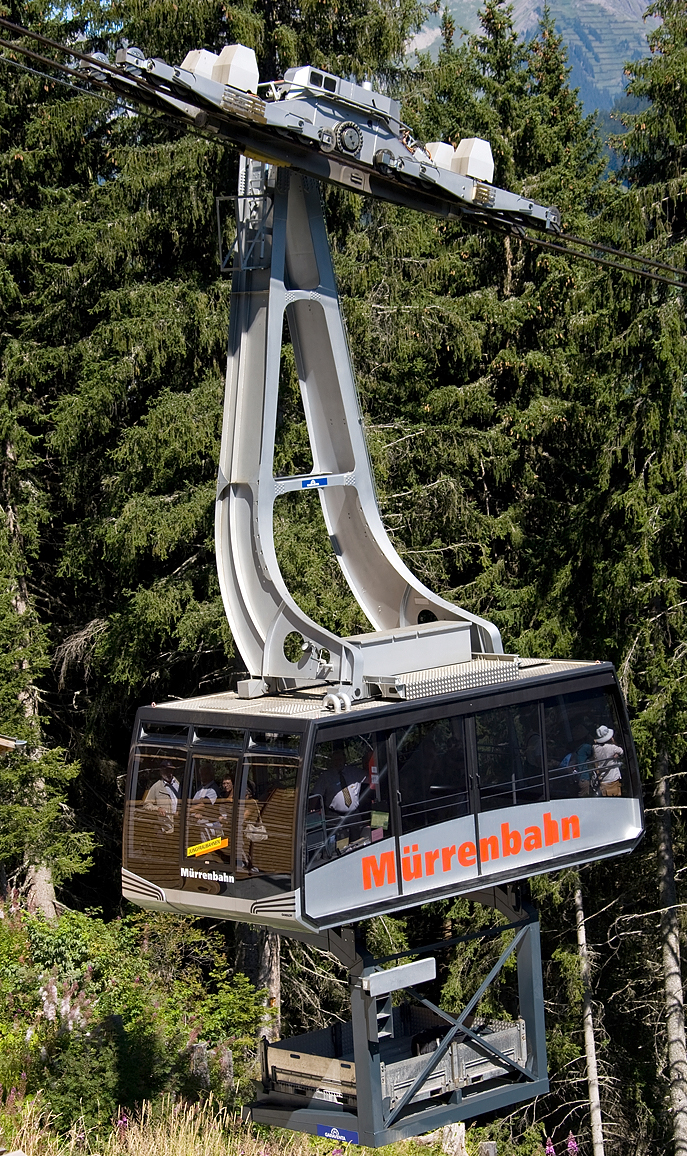
Le téléphérique qui a remplacé le funiculaire en 2006.

Le Chemin de fer de montagne Lauterbrunnen-Mürren, en allemand Bergbahn Lauterbrunnen-Mürren (BLM), comprenant un téléphérique et une ligne de chemin de fer, est situé dans la région de la Jungfrau.
L'ensemble relie Lauterbrunnen et le village isolé de Mürren. Son exploitation a débuté le 14 août 1891.
Depuis la station commune BOB, WAB et BLM, les voyageurs prennent un téléphérique (jusqu'en 2006 il s'agissait d'un funiculaire) jusqu'à la station de transfert de Grütschalp. De là, la correspondance est assurée par un train à voie étroite qui conduit directement à Mürren.
Du fait de l'absence de route entre Mürren et le reste du monde, le seul moyen d'accéder au village est de prendre le BLM, sinon — plus haut dans la vallée — d’emprunter le téléphérique du LSMS (Luftseilbahnen Stechelberg-Mürren-Schilthorn), téléphérique depuis Stechelberg, qui rejoint Mürren par Gimmelwald (en).
Le 10 novembre 2023, les travaux sur six ans du renouvellement du nouveau tracé de la ligne à adhésion se sont terminés pour un coût de 63 millions de francs. En plus des travaux sur le tracé, des améliorations ont été entreprises dans le cadre de la loi sur l'égalité des personnes handicapées dans les gares. Du nouveau matériel roulant (« Be 4/6 ») a été commandé à Stadler Rail et la livraison de la première unité multiple a été effectuée en novembre 2023, et le deuxième nouveau train est arrivé en mai 2024. Ces nouvelles unités offrent un confort accru, des fenêtres panoramiques, un service d'information plus efficace ainsi qu'un accès facilité pour les personnes à mobilité réduite. Elles permettent aussi une circulation plus rapide (à 50 km/h),.

## Funiculaire
En raison de l'instabilité du terrain et de la déformation des voies, le funiculaire inauguré en 1891 s'est définitivement arrêté le 24 avril 2006, et a été remplacé par un téléphérique dont la mise en service s'est déroulée le 16 décembre 2006. La gare de Grütschalp, assurant le transfert entre les deux modes de transport, a été conservée et aménagée.

## Téléphérique
Le nouveau téléphérique suit l'ancien tracé du funiculaire. Les stations BLM de Lauterbrunnen et Grütschalp ont été transformées pour accueillir le nouveau téléphérique.
Celui-ci comporte une seule cabine et peut transporter 500 personnes et 30 tonnes de marchandises par heure et direction, avec une cadence de service de 12 minutes, ce qui induit une capacité unitaire d’emport de 100 personnes et 6 tonnes de marchandises.

## Matériel roulant ferroviaire
| Matériel roulant | Type et numéros | Nbre | Année de construction | Constructeur(s)  | Places assises 2e classe | Remarque(s)                                         | Photo |
| ---------------- | --------------- | ---- | --------------------- | ---------------- | ------------------------ | --------------------------------------------------- | ----- |
| Locomotives      | Ge 2/2          | 3    | 1891                  |                  |                          |                                                     |       |
| Automotrices     | BDe 2/4 11-12   | 2    | 1913                  |                  | 40                       |                                                     |       |
| Automotrices     | BDe 2/4         | 1    | 1925                  |                  | 40                       |                                                     |       |
| Automotrices     | BDe 4/4 21-23   | 3    | 1967                  | SIG / BBC / SAAS | 56                       |                                                     |       |
| Automotrices     | Be 4/4 31       | 1    | 1966                  | SWS / MFO        | 52                       | Ex (Aare Seeland mobil) Be 4/4 102, acquise en 2010 |       |